# ザイゴン (ドクター・フー)
ザイゴン（英: Zygon）は、イギリスの長寿SFテレビドラマ『ドクター・フー』に登場する地球外生命体の種族。通常時は吸盤が全身に並んだ赤い表皮のヒューマノイドであり、舌に毒を持つ。変身能力で他者の姿を複製することが可能であるが、肉体のコピーのためには対象を生かしたままにしておく必要がある。タイム・ウォーで母星を滅ぼされたため、変身能力と有機的な宇宙船に頼って地球に潜伏している。

## 登場

### テレビ
ザイゴンは1975年に『ザイゴンの脅威』で初登場を果たし、故郷の壊滅を理由に地球の征服を計画した。ブロトン将軍に指揮された宇宙船1機が古代のネス湖に墜落し、彼らは食糧たるミルクを生産する生物スカラセンをネッシーに仕立て上げ、これを利用してロンドンで国際エネルギー会議に攻撃を仕掛けた。4代目ドクターとUNITの妨害によって計画は失敗に終わり、ブロトン将軍とその部下は殺害された。スカラセンはネス湖深部へ戻っていった。
ザイゴンは11代目ドクターのエピソード『パンドリカが開く』で、ドクターに対抗して集まった無数の種族のうちの1つとしてわずかに言及されている。2012年のエピソード『キューブのパワー』では、結婚記念日に11代目ドクターとエイミー・ポンドとローリー・ウィリアムズが予約したサヴォイ・ホテルの従業員が全員ザイゴンだったことが判明した。
ザイゴンは2013年の50周年記念エピソード『ドクターの日』で再登場を果たし、1975年のエピソードで破壊されたと語られたザイゴンの故郷がタイム・ウォーで爆発したことが明かされた。小隊がエリザベス朝のイングランドに到来してロンドン塔に侵入し、凍結キューブの原理で2013年に復活して職員に偽装、ブラックアーカイブを占拠した。UNITがザイゴンに彼らに制圧された際、ケイト・レスブリッジ・スチュアートは地下の核兵器を起動してUNITのテクノロジーごとザイゴンを抹殺しようとしたが、ブラックアーカイブの記憶消去システムを利用したドクターたちが双方の記憶を抹消し、自身が人間かザイゴンか判別できないようにして危機を救った。この時オズグッドと彼女をコピーしたザイゴンだけはどちらが人間か見抜いていたが、平和のために沈黙を守った。

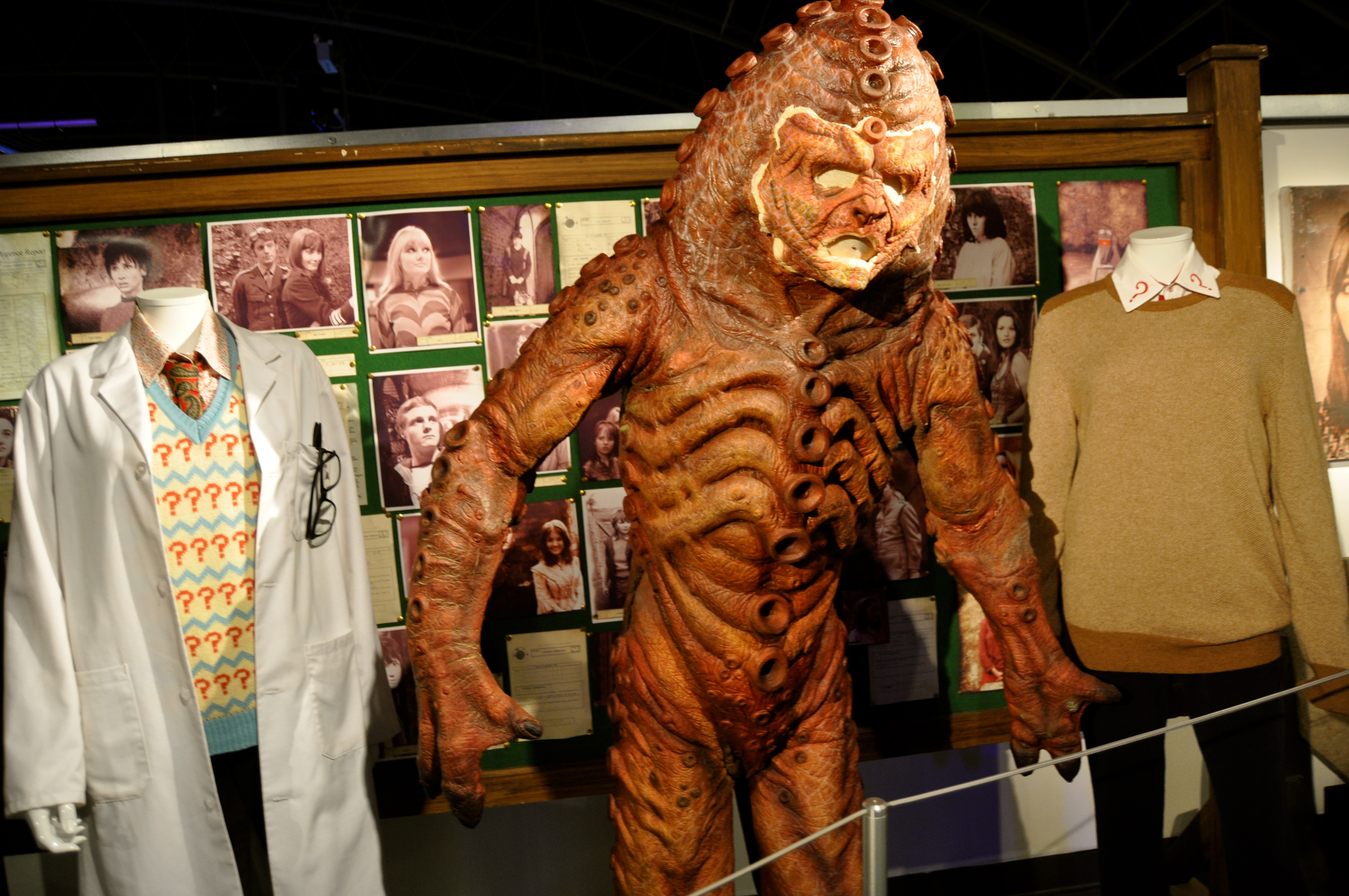
ブラック・アーカイブのボードを背景に展示された、2人のオズグッドの衣装とザイゴン

上記エピソードで人類とザイゴンの間に平和条約が締結されたが、シリーズ9『ザイゴンの侵略』で条約は破られることになった。ザイゴンは常に人間に化けていることで地球での居住が認可されていたが、その間に彼らはオリジナルが死亡してもオリジナルとの繋がりを維持でき、付近の人間の意識に基づいて変身する能力を開発した。シニア世代のザイゴンは人類との共存に取り組んでいたが、若い過激派のザイゴンはUNITと交戦して12代目ドクターの乗る大統領専用機を撃墜するなどの暴挙に出た。過激派ザイゴンとUNITは再びロンドン塔で横着状態に陥り、相互確証破壊の事態に発展した。12代目ドクターの説得により双方が折れ、過激派ザイゴンのリーダーは新たなオズグッドの1人となって条約を守った。
スピンオフドラマ『CLASS/クラス』では、ザイゴン族が地球で保護を受けていたと言及されており、ザイゴンのフリをして地球に潜伏するシェイプシフターも存在することが明かされている。

### 書籍
『ザイゴンの脅威』は1976年にテランス・ディックスにより Doctor Who and the Loch Ness Monster というタイトルで書籍化された。この小説ではザイゴンの手から突き出る有毒な棘について詳細な説明がなされ、テレビ版で登場人物らが僅かな痛みを感じた理由が述べられている。なおテレビ版の撮影スクリプトでは刺し傷への言及も残されていたが、放送された際の描写では棘に関する説明はなくなっていた。
アラン・マッケンジーが脚本を書きミック・オースティンが作画を担当したコミックのストーリー "Skywatch-7" では、UNITのチームが遠隔基地で一体のザイゴンに遭遇する様子が描かれている。これは二部作としてドクター・フー マガジンの Doctor Who Monthly #58 と Doctor Who Winter Special 1981 に掲載された。
マーク・モリスが執筆したスピンオフ小説 Eighth Doctor Adventures The Bodysnatchers では、8代目ドクターがザイゴンと遭遇し、破壊されたザイゴンの故郷が Zygor と命名されている。また、この小説では Zygor がくじら座タウ星からやって来たクモ型の種族ザランティ(Xaranti)に滅ぼされたことが明かされた。ドクターと彼のコンパニオンのサム・ジョーンズ、および彼の知人リトフット教授が、ザイゴンのミルクに毒を仕込んで彼らを足止めし、生存者をよその惑星へ移住させた。なおドクターは毒ではなく単なる薬を混入させるつもりでいたが、分量を誤って毒として作用してしまった。
ザイゴンはスティーブン・コールによる New Series Adventures の小説 Sting of the Zygons にも登場し、10代目ドクターおよびマーサ・ジョーンズと1909年の湖水地方で遭遇している。ザイゴンは王室の葬儀を準備して世界各国の権力者になる計画を立てていたが、10代目ドクターに阻まれ、さらにザイゴン同士の内乱で2頭のスカラセンのうち1頭が死亡する事態に陥り、計画は頓挫した。

### オーディオ
BBVが制作した3本のオーディオ Homeland（ポール・ディアリング）、Absolution（Big Finish 制作のものではない。ポール・エブス。）、The Barnacled Baby（アンソニー・キーチ）にザイゴンが登場している。Big Finish が制作したオーディオとしては、8代目ドクターの The Zygon Who Fell to Earth（ポール・マグルス）に登場し、Death in Blackpool（アラン・バーナーズ）で再登場を果たした。
ザイゴンはニコラス・ブリッグスが声を担当する Zygon Hunt にも登場し、4代目ドクターとリーラに遭遇した。

## Zygon（BBV制作）
BBVが制作したスピンオフドラマ Zygon があり、タイトルの通りザイゴンを主題としている。初期の草稿はランス・パーキン、後にジョナサン・ブラムに執筆されたが、両名とも後に名前が削除され、脚本は大幅に書き直された。制作から5年後、アダルトシーンゆえに18禁に指定され、2008年に Zygon: When Being You Just Isn't Enough  としてリリースされた。